# Staré Lublice

Starolublická rychta - lidové baroko

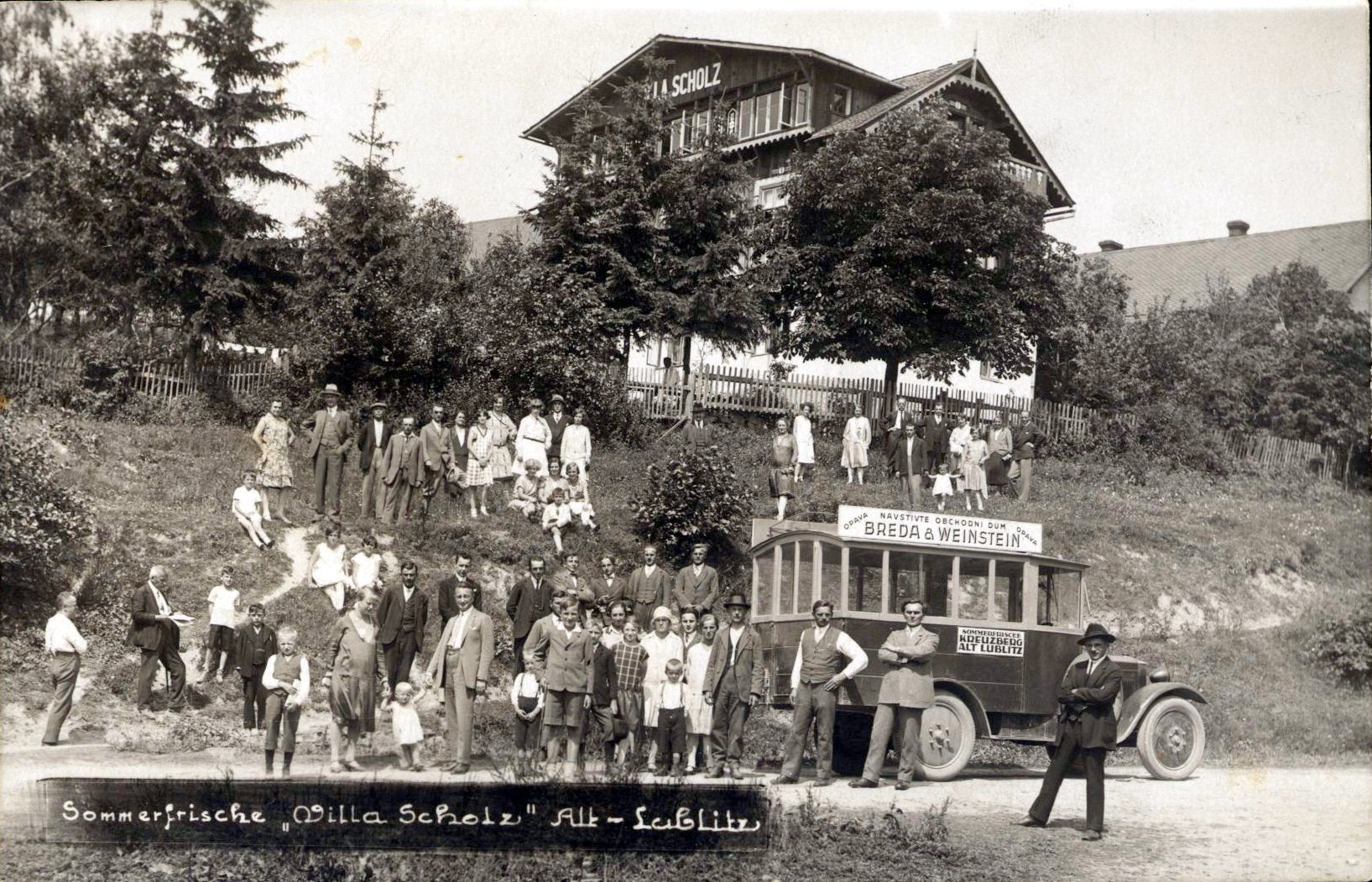
Vila Scholz - penzion

Staré Lublice (německy Alt Lublitz) jsou katastrální území a základní sídelní jednotka obce Kružberk v okrese Opava.

## Poloha
Staré Lublice je také název katastrálního území o rozloze 5,66 km².
Sídlo se nachází severně od Kružberku na silnici III. třídy č. 44327, okolo níž stojí většina zdejších domů. Starými Lublicemi prochází zeleně značená turistická trasa. Jižní část je v nadmořské výšce 469 metrů, severní konec v 505 metrech nad mořem. Východně od obce stojí vrch Kopanice (520 m n. m.) a ještě dále na východ teče řeka Moravice, západně se rozkládá vodní nádrž Kružberk. Severně roste Moravickomlýnský les.

## Název
Na vesnici bylo přeneseno původní pojmenování jejích obyvatel Lublici odvozené od osobního jména Lubla (což byla domácká podoba některého jména začínajícího na Lub-, např. Lubhost, Lubmir), které znamenalo "Lublovi lidé". Od 17. století se připojoval přívlastek Staré (německy Alt) na odlišení od Nových Lublic.

## Historie
První písemná zmínka o obci pochází z roku 1283. V 15. století byla ves označována jako pustá, nové osídlení se datuje od roku 1585. V roce 1765 tu byla postavena barokní rychta. V letech 1810–1811 zde byl postaven kostel svatého Floriána. Stála zde dvoutřídní škola. Po otevření školy nové, byla v budově staré školy pekárna.
V roce 1952 byl ke Starým Lublicím připojen Kružberk. Tato spojená obec do roku 1962 nesla název Lublice. Od poloviny šedesátých let 20. století se spojená obec vrátila k názvu Kružberk. Řadu údajů týkajících se historie této obce lze nalézt právě tam.

## Obyvatelstvo
V roce 1890 zde žilo v 87 domech 512 německých a čtyři čeští obyvatelé. V roce 1991 zde žilo 171 obyvatel, o deset let později 174.

## Pamětihodnosti

Restaurace Rychta - interiér za doby restauratéra Freie

- Restaurace Rychta - interiér za doby restauratéra FreieKostel sv. Floriána[12] stojí v centru osady. Empírová stavba pochází z let 1810–1811.[5] Uvnitř se nachází kaple svaté Anny z roku 1746,[10] která zde stála původně pod zasvěcením svatému Floriánovi, avšak po výstavbě nového kostela byla do něj zakomponována a zasvěcena svaté Anně.[13]
- Barokní rychta s hrázděným štítem byla postavena v roce 1765. Představuje ukázku lidové venkovské architektury.[5] Byla zbourána pro zchátralost v padesátých letech 20. století.